# Guna Airport
Guna Airport är en flygplats i Indien.   Den ligger i distriktet Guna och delstaten Madhya Pradesh, i den centrala delen av landet, 400 km söder om huvudstaden New Delhi. Guna Airport ligger 495 meter över havet.
Terrängen runt Guna Airport är platt, och sluttar västerut. Runt Guna Airport är det ganska tätbefolkat, med 139 invånare per kvadratkilometer. Närmaste större samhälle är Guna, 3,7 km väster om Guna Airport. Trakten runt Guna Airport består till största delen av jordbruksmark.